# Metil salicilat
Metil salicilat (ulje zimzelena) je prirodni proizvod mnogih vrsta biljaka. Neki od biljaka koje ga proizvode su zimzelene.

## Botanički podaci
Biljke koje sadrže metil salicilat proizvode ovaj organski estar verovatno kao vid zaštite od biljojeda. Ako je biljka infestirana biljojednim insektima, otpuštanje metil salicilata može da pomogne putem regrutovanja korisnih insekata koji ubijaju biljojedne insekte. Osim njegove toksičnosti, biljke takođe mogu da koriste metil salicilat kao feromon kojim se upozoravaju druge biljke o patogenima puput virusa mozaika duvana. Brojne biljke proizvode metil salicilat u veoma malim količinama.

## Spoljašnje veze
- Predoziranje metil salicilatom
- Predoziranje sportskom kremom